# José Luis Jesus
José Luis Jesus (* 20. September 1950 in Vila da Ribeira Grande, Insel Santo Antão) ist ein Jurist aus der Republik Kap Verde. Er wirkt seit 1999 als Richter am Internationalen Seegerichtshof und fungierte von 2008 bis 2011 als dessen Präsident.

## Leben
José Luis Jesus wurde 1950 auf der kapverdischen Insel Santo Antão geboren und studierte bis 1978 Rechtswissenschaften an der Universität Lissabon sowie anschließend bis 1985 Internationales Recht, Staatswissenschaften und Politologie an der New Yorker St. John’s University. Zwischen 1979 und 1982 leitete er die Delegation seines Heimatlandes zur dritten Konferenz der Vereinten Nationen (UN) zum Seerecht. Ab 1981 war er für Kap Verde Botschafter bei den Vereinten Nationen sowie ab 1987 stellvertretender ständiger Vertreter und von 1991 bis 1994 ständiger Vertreter des Landes bei den UN. Darüber hinaus fungierte er 1986 als Chairman der Gruppe der afrikanischen Staaten bei den Vereinten Nationen.
Von 1987 bis 1995 leitete er die Vorbereitungskommission zur Einrichtung der ab 1994 bestehenden Internationalen Meeresbodenbehörde und des Internationalen Seegerichtshofs, der zwei Jahre später seine Arbeit aufnahm. Im Juli 1992 und im November 1993 übernahm er im Rahmen des dafür geltenden Rotationsprinzips die Präsidentschaft im UN-Sicherheitsrat. Anschließend wirkte er von 1994 bis 1996 als Botschafter von Kap Verde in Portugal, Spanien und Israel, bevor er von 1996 bis 1998 in seinem Heimatland Staatssekretär für auswärtige Angelegenheiten und Zusammenarbeit sowie von 1998 bis 1999 Außenminister wurde.
Seit dem 1. Oktober 1999 gehört er als Richter dem Internationalen Seegerichtshof in Hamburg an. Von 2008 bis 2011 übernahm er die Präsidentschaft des Gerichts. Er folgte in diesem Amt dem deutschen Juristen Rüdiger Wolfrum, sein Nachfolger wurde der Japaner Shunji Yanai.

## Publikationen (Auswahl)
- Intervention in the domestic affairs on humanitarian grounds and international law. In: Volkmar Götz (Hrsg.): Liber amicorum Günther Jaenicke - zum 85. Geburtstag. Springer, Berlin 1998, ISBN 3-540-65125-X, S. 149.
- Rocks, new-born islands, sea level rise and maritime space. In: Jochen Abr. Frowein (Hrsg.): Verhandeln für den Frieden - Negotiating for peace - Liber Amicorum Tono Eitel. Springer, Berlin 2003, ISBN 3-540-40073-7, S. 579.
- Protection of foreign ships against piracy and terrorism at sea. In: International journal of marine and coastal law. Vol. 18, 2003-3, ISSN 0927-3522, S. 363.

## Weiterführende Literatur
- Biographies of the Judges, the Registrar and the Deputy Registrar. Judge José Luis Jesus. In: International Tribunal for the Law of the Sea (Hrsg.): International Tribunal for the Law of the Sea. Yearbook 1999. Martinus Nijhoff Publishers, Den Haag 2001, ISBN 90-411-1502-1, S. 86